# Коми республиканская академия государственной службы и управления
Государственное образовательное учреждение высшего образования «Коми республиканская академия государственной службы и управления» (коми Канму службаӧ да веськӧдлыны велӧдан Коми Республикаса академия; КРАГСиУ) — высшее учебное заведение, расположенное в Сыктывкаре, Республика Коми.
В настоящее время обучение в Коми республиканской академии государственной службы и управления осуществляется по таким направлениям подготовки, как государственное и муниципальное управление, менеджмент, экономика, документоведение и архивоведение, управление персоналом, юриспруденция, зарубежное регионоведение

## История
Постановлением Совета министров Коми ССР от 09 марта 1992 года № 112 «Об организации подготовки государственных служащих, руководящих работников и специалистов рыночной экономики в Коми АССР» был утверждён Устав Коми республиканского межотраслевого кадрового центра и механизм его функционирования. За пять лет коллектив Центра подготавливал управленцев для республиканских и муниципальных органов власти.
Дальнейшим этапом стало преобразование кадрового центра — он был превращён в образовательную структуру, готовящую специалистов нового типа по широкому спектру специальностей и специализаций, с современной материально-технической базой, что позволило реформировать его Указом Главы Республики Коми от 18 апреля 1996 года № 107 в Коми республиканскую академию государственной службы и управления при Главе Республики Коми. Первым ректором академии стала кандидат философских наук Валентина Николаевна Котельникова, ранее возглавлявшая Коми кадровый центр. На академию были возложены функции подготовки, переподготовки и повышения квалификации персонала государственной службы, а также функции учебно-методического, научного и информационно-аналитического обеспечения государственной службы в Республике Коми. Те специализации, которые предлагала академия, не имел никакой другой вуз республики: «Управление персоналом в системе госслужбы», «Административное управление», «Государственное регулирование экономики», «Государственная служба», «Муниципальное управление».
В 2002 году был назначен новый ректор — доктор политических наук, профессор Валерий Владимирович Грибанов. По приглашению Главы Коми Торлопова он прибыл в Сыктывкар из Санкт-Петербурга, где занимал должность проректора по региональным программам Северо-Западной академии государственной службы. Обучение в академии стало вестись по четырём программам высшего образования: «Государственное и муниципальное управление», «Управление персоналом», «Документоведение и документационное обеспечение управления» и «Юриспруденция». Приказом Министерства образования Российской Федерации от 11 марта 2003 года в КРАГСиУ была открыта аспирантура по специальностям: «Политические институты, этнополитическая конфликтология, национальные политические процессы и технологии», «Экономика и управление народным хозяйством: региональная экономика».
В соответствии с Постановлением Правительства Республики Коми от 09 сентября 2008 года № 233 академия была преобразована в автономное образовательное учреждение высшего профессионального образования «Коми республиканская академия государственной службы и управления». В настоящее время академия ведёт подготовку по своим традиционным специальностям и направлениям подготовки «Документоведение и архивоведение», «Управление персоналом», «Юриспруденция», «Государственное и муниципальное управление», «Экономика», «Менеджмент», а также по программам дополнительного и послевузовского профессионального образования (аспирантура).
У академии есть своя футбольная команда и команда по пейнтболу. С 2008 года реализовывался социальный проект «Создание центров скорой юридической помощи», действовала «Академическая юридическая клиника», в которой работали студенты четвёртого и пятого курсов, обучающихся по специальности «Юриспруденция».
В 1998 году академия получила лицензию на издательскую деятельность. С этого времени начали издаваться учебные и методические пособия, сборники материалов ежегодных конференций «Политические, экономические и социокультурные аспекты регионального управления на Европейском Севере», сборники статей «Становление и развитие системы управления в России», «Актуальные вопросы местного самоуправления», «Правовая система как элемент устойчивого развития субъекта РФ», научный журнал «Вестник КРАГСиУ» в сериях «Государство и право», «Теория и практика управления» и другие издания.

## Структура
В институт высшего образования входят:
- Кафедра экономики и менеджмента;
- Кафедра конституционного и муниципального права;
- Кафедра государственного и муниципального управления;
- Учебно-аналитический отдел;
- Библиотечно-информационный центр.

## Список ректоров
- С 1996 года по 2002 год — первый ректор, кандидат философских наук Валентина Николаевна Котельникова;
- С 2002 года по 2011 год — доктор политических наук, профессор Валерий Владимирович Грибанов[3];
- С 1 марта 2011 года по 9 ноября 2015 год — депутат Госсовета Коми Нина Александровна Нестерова[4];
- С 10 ноября 2015 года по 1 февраля 2017 год — экс-заместитель министра образования Игорь Владимирович Минин;
- Со 2 февраля 2017 года по 31 декабря 2018 года — доктор экономических наук, доцент Татьяна Александровна Фёдорова;
- С 6 апреля 2021 года по 30 декабря 2021 года — бывший проректор по экономическим вопросам УГТУ, кандидат экономических наук, доцент Аркадий Рубикович Эмексузян[5] (врио с 1 января 2019 года)[6].
- С 31 декабря 2021 года — заведующий кафедрой государственного и муниципального управления КРАГСиУ, кандидат экономических наук, доцент Сергей Ткачев (и. о.)